# Rhododendron disterigmoides
Rhododendron disterigmoides är en ljungväxtart. Rhododendron disterigmoides ingår i släktet rododendron, och familjen ljungväxter.

## Underarter
Arten delas in i följande underarter:
- R. d. astromontium
- R. d. disterigmoides